# Justas Ruškys
Justas Ruškys (* 14. November 1990 in Gargždai) ist ein litauischer Beamter, liberaler Politiker und Vizeminister für Umwelt.

## Leben
Nach dem Abitur 2009 an der Mittelschule Gargždai absolvierte Justas Ruškys von 2009 bis 2013 das Bachelorstudium  und von 2013 bis 2015 das Masterstudium der Rechtswissenschaft an der Mykolo Romerio universitetas in der litauischen Hauptstadt Vilnius.
Von 2015 bis 	2019 war er Richtergehilfe am 	Amtsgericht der litauischen Hafenstadt Klaipėda, von 2019 	bis 2021 stellv. Direktor und von 2021 bis 	2022 Direktor der Verwaltung der Rajongemeinde Klaipėda. Von 2022 bis 	2023 leitete er als Direktor das Unternehmen 	UAB „Granitis“.
Seit 2023 ist er Ratsmitglied der Rajongemeinde Klaipėda.
Seit Juli 2024 ist er stellvertretender Umweltminister Litauens als Stellvertreter von Simonas Gentvilas im Kabinett Šimonytė, geleitet von Ingrida Šimonytė.
Justas Ruškys ist Mitglied der LRLS.
Er ist verheiratet.